# SHIGA HIJUMPS
SHIGA HIJUMPS（しが ハイジャンプス、球団名の表記については後述）は、滋賀県を拠点とする日本の独立リーグのプロ野球球団。日本海リーグ (NLB)に準加盟しており、2026年以降の正式加盟を目指している。

## 概要
滋賀県には独立リーグ球団として、2017年から2022年まで滋賀ユナイテッドベースボールクラブ→オセアン滋賀ブラックス→滋賀GOブラックスが存在した（所属は2021年までがベースボール・チャレンジ・リーグ、2022年が日本海オセアンリーグ）。しかし2022年のシーズン終了後に当時の滋賀GOブラックスは運営を休止し、その後の動向は一切伝えられないままになっていた。
2024年に、かつて（オセアン滋賀ブラックス時代まで）球団の運営に関与して退任時には代表だった大八木大介が、再度滋賀県に独立リーグ球団を作りたいという考えから創設に動き、準加盟が認められた。

### 球団名について
球団名が明らかにされてから、球団ウェブサイトでは「滋賀ハイジャンプス」の表記が見られながらも、リーグの発表や球団公式X（旧Twitter）等においてはもっぱら英語表記のみが使用されてきた。2025年1月23日の公式ロゴ発表に際して、正式名称は「SHIGA HIJUMPS」で、日本語表記として「滋賀ハイジャンプス」を使用し、略称は「滋賀」または「滋賀球団」とすることを明らかにした。

### 開催球場
2025年4月7日にリーグより発表された同年シーズンの日程では、主催6試合中、守山市民球場が3試合で最多、以下皇子山球場2試合、彦根総合スポーツ公園野球場1試合となっている。皇子山の2試合はナイターで実施される。開幕後、雨天中止となった試合の振替を、近江八幡市立運動公園野球場（カローラ滋賀はちまんスタジアム）で実施することになり、実際に開催された。

## 2025年の活動
2025年度については加盟球団の富山GRNサンダーバーズ・石川ミリオンスターズとの間で数試合程度の交流戦を実施する予定と、2024年10月23日の記者会見の際にリーグ代表よりコメントされていた。
2025年2月10日にリーグが発表した各チームのホーム開幕戦では、5月17日に守山市民球場で富山と試合を実施予定となっている。2月21日にリーグは同年の運営体制を発表し、滋賀は富山・石川と10試合ずつ（ホーム3・ビジター7）の合計20試合を前後期2シーズン制で開催する。富山・石川は滋賀との対戦成績が順位決定のための成績に含まれ、選手の滋賀戦での記録も個人成績として扱う一方、滋賀のチーム成績や選手の個人成績はいずれも参考記録扱いとなる。ただし、リーグの順位表では滋賀も順位をつけて掲載されている。

## 沿革

### 2024年
- 7月29日 - リーグから滋賀県の新球団設立準備室が守山市に発足したことが発表され、10月上旬に加盟審査を実施する予定とした[14]。
- 10月10日 - リーグ加盟審査を10月7日に実施し、その結果準加盟球団としての所属が承認され、2025年は既存球団との定期戦を実施しながら2026年の本加盟に向けた審査をおこなうことが発表される[15]。
- 10月23日 - 滋賀県庁でリーグと球団準備室の各代表者が記者会見を開き、球団名「SHIGA HIJUMPS」を公表するとともに、11月の運営会社設立とスタッフ発表、12月のトライアウトという今後のスケジュールを明らかにした[2][16][17]。
- 11月11日 - 運営会社「Hi jumups」が設立される[18][19]。
- 11月22日 - 監督に、前火の国サラマンダーズ選手の日下部光が選手兼任で就任することを発表[20]。
- 12月19日 - 同月15日に実施した球団独自トライアウト合格者を発表[21]。

### 2025年
- 1月23日 - 球団公式ロゴを発表[6]。
- 2月20日 - 今シーズンの入団選手23名（すでに兼任監督として発表済の日下部を含む）と背番号を発表[22]。
- 3月13日 - 投手コーチに、元東北楽天ゴールデンイーグルス選手の鶴田圭祐が4月1日付で就任することを発表[23]。
- 5月17日 - 準加盟球団として初となるリーグ公式戦（対富山GRNサンダーバーズ、守山市民球場）が、悪天候により中止（順延）となる[24]。
- 5月30日 - 初のリーグ公式戦（対石川ミリオンスターズ）を実施（金沢市民球場、7回得点差コールド負け）[25]。
- 6月21日 - 初のホーム公式戦（守山市民球場）の対石川戦で、公式戦初勝利[26]。
- 6月22日 - この日の対富山戦（高岡西部総合公園野球場）で、同点の9回裏2死から相手の三塁走者を本塁でタッチアウトしていったんは引分けとなったが、富山からの映像リクエストにより判定が覆り、サヨナラ負けとなった[27]。
- 7月7日 - 前期を終了、1勝9敗の成績だった。

## 運営
代表の大八木は、選手は野球以外にも仕事をおこなう「デュアルキャリア」とし、本加盟後もそのスタイルは変更しないとしている。2025年のリーグ戦開幕後の報道では、チームの練習は午前中に3時間実施し、午後は選手がスーパーマーケットなどで勤労する時間に充てている。
運営資金獲得のため、2024年10月の記者会見直後からクラウドファンディングを実施した。

## 選手・スタッフ
指導者・選手はSHIGA HIJUMPSの選手一覧を参照

## 応援スタイル
かつての滋賀GOブラックスの私設応援団だった「近江豪勝連合」が当球団の応援団として活動している。チャンステーマには滋賀GOブラックス時代に使用されていた「南郷の洗堰」（「琵琶湖の水止めたろか」が含まれる）もある。